# Neobisium carpaticum
Neobisium carpaticum är en spindeldjursart som beskrevs av Beier 1935. Neobisium carpaticum ingår i släktet Neobisium och familjen helplåtklokrypare. Inga underarter finns listade i Catalogue of Life.